# Gãy xương hông
Gãy xương hông là một trường hợp gãy xương xảy ra ở phần trên của xương đùi. Các triệu chứng có thể bao gồm việc đau quanh hông đặc biệt là với chuyển động và việc rút ngắn một chân. Thông thường người bệnh không thể đi bộ.
Gãy xương hông thường xảy ra như là kết quả của một cú ngã. Các yếu tố nguy cơ bao gồm loãng xương, dùng nhiều loại thuốc, sử dụng rượu và ung thư di căn. Chẩn đoán thường bằng X-quang. Hình ảnh cộng hưởng từ, chụp CT hoặc quét xương đôi khi có thể được yêu cầu để chẩn đoán thêm.
Kiểm soát cơn đau có thể xảy ra với thuốc giảm đau nhóm opioid hoặc một chất chặn thần kinh. Nếu sức khỏe của bệnh nhân cho phép, phẫu thuật thường được đề nghị trong vòng 2 ngày. Lựa chọn cho phẫu thuật có thể bao gồm thay khớp háng hoặc dùng ốc vít. Cần nỗ lực để ngăn ngừa huyết khối tĩnh mạch sâu sau khi phẫu thuật.
Khoảng 15% phụ nữ đã bị gãy xương hông tại một số thời điểm trong cuộc sống của họ. Phụ nữ thường bị gãy xương hông nhiều hơn nam giới. Gãy xương hông trở nên phổ biến hơn với tuổi tác. Nguy cơ tử vong trong vòng 1 năm sau khi gãy xương là khoảng 20% ở người lớn tuổi.

## Dấu hiệu và triệu chứng gãy

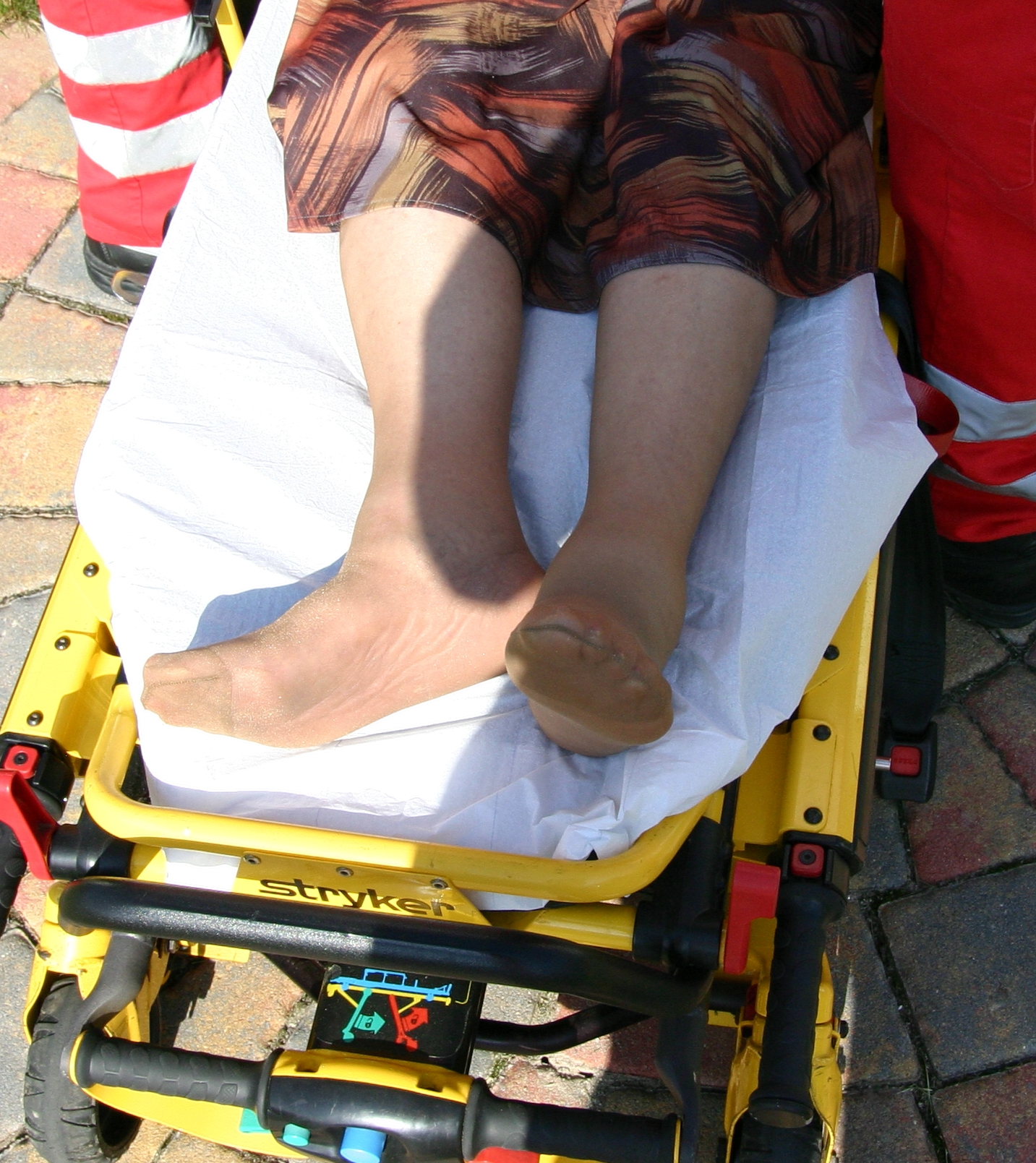
Chi bị ảnh hưởng thường bị rút ngắn và tỏ ra không tự nhiên, bị xoay ra phía ngoài so với chân không bị ảnh hưởng

Biểu hiện lâm sàng kinh điển của gãy xương hông là một bệnh nhân lớn tuổi bị ngã nhẹ và hiện bị đau vùng háng và không thể đỡ được trọng lượng. Đau đớn có thể ép lên vùng đầu gối. Khi kiểm tra, chân bị ảnh hưởng thường bị rút ngắn và không tự nhiên, xoay ra phía bên ngoài so với chân không bị ảnh hưởng.